# Qualifications de la zone Océanie pour la Coupe du monde de rugby à XV 2023
Navigation
Qualifications coupe du monde 2019 Qualifications coupe du monde 2027
Les qualifications de la zone Océanie pour la Coupe du monde de rugby à XV 2023 permettent de qualifier directement le vainqueur du tour 1 au titre d'Océanie 1, tandis que le finaliste de ce tour va affronter le vainqueur de l'Oceania Cup 2021 pour une place Océanie 2 pour le barrage Asie/Océanie.
Les Fidji, 3e de la poule D de la Coupe du monde 2019, est automatiquement qualifié pour l'édition 2023.

## Barrage Océanie

### Tour 1
Le tour 1 a été réalisé au terme de deux matchs aller-retour entre les Samoa et les Tonga.
| 10 juillet 2021 | Samoa   | 42 - 13 (6 - 3) | Tonga | Mount Smart Stadium, Auckland |
| 10 juillet 2021 | Rapport |                 |       | Mount Smart Stadium, Auckland |
| 10 juillet 2021 |         |                 |       | Mount Smart Stadium, Auckland |

| 17 juillet 2021 | Tonga   | 15 - 37 (3 - 20) | Samoa | Waikato Stadium, Hamilton 20 300 spectateurs |
| 17 juillet 2021 | Rapport |                  |       | Waikato Stadium, Hamilton 20 300 spectateurs |
| 17 juillet 2021 |         |                  |       | Waikato Stadium, Hamilton 20 300 spectateurs |

Les Samoa, vainqueurs à l'issue des deux matchs, sont qualifiés pour la Coupe du monde en tant que Océanie 1 (poule D). Les Tonga sont repêchés pour le tour 2.

### Tour 2
Le perdant du tour 1 affronte le vainqueur de la Coupe d'Océanie 2021. Néanmoins, étant donné l'annulation de cette dernière compétition, les îles Cook sont automatiquement qualifiées en tant qu'équipe ayant le meilleur classement à cette date.
| 24 juillet 2021 17 h 35 UTC+12:00 | Tonga   | 54 - 10 | Îles Cook | Navigation Homes Stadium, Pukekohe |
| 24 juillet 2021 17 h 35 UTC+12:00 | Rapport |         |           | Navigation Homes Stadium, Pukekohe |
| 24 juillet 2021 17 h 35 UTC+12:00 |         |         |           | Navigation Homes Stadium, Pukekohe |

Les Tonga, vainqueur de la rencontre, sont qualifiés pour le barrage Asie/Océanie en tant que Océanie 2.

## Barrage Asie/Océanie
Le barrage Asie/Océanie consiste en un match unique sur terrain neutre.
Le vainqueur, les Tonga, se qualifie pour la Coupe du monde en tant que Asie/Océanie 1. Le perdant, Hong Kong, est reversé dans le tournoi de repêchage.
| 23 juillet 2022 | Tonga | 44 - 22 (20 - 8) | Hong Kong | Sunshine Coast Stadium, Kawana Waters Australie Arbitre : Damon Murphy |
| 23 juillet 2022 | Essai(s) : 6 Takulua (15e, 25e, 42e), Fisi'ihoi (47e), Veainu (60e), Tuitavuki (62e) Transformation(s) : 4 Havili (16e, 27e, 61e, 63e) Pénalité(s) : 2 Havili (11e, 35e) Carton(s) jaune(s) : 1 Maile (29e) | Rapport          | Essai(s) : 3 Post (18e), Worley (77e, 80e) Transformation(s) : 2 McNeish (78e, 80e) Pénalité(s) : 1 McNeish (30e) | Sunshine Coast Stadium, Kawana Waters Australie Arbitre : Damon Murphy |
| 23 juillet 2022 | | Rapport          | | Sunshine Coast Stadium, Kawana Waters Australie Arbitre : Damon Murphy |